# سيكريت ايجنت كلانك
سيكريت إيجنت كلانك (بالإنجليزية: Secret Agent Clank)‏ ، وتسمى في النسخة اليابانية كلانك أند راتشنت: ميشن إغنيشن (Clank & Ratchet: Mission Ignition) ، هي لعبة فيديو إلكترونية من نوع منصات ، طورت عن طريق هاي إيمباكت غيمز لنظام بلاي ستيشن بورتبل ، ونشرها شركة سوني كمبيوتر إنترتنمنت سنة 2008م.

## وصلات خارجية
- Ratchet & Clank Official Website
- High Impact Games